# Aphodius elevatus
Aphodius elevatus là một loài bọ cánh cứng trong họ Scarabaeidae. Loài này được Olivier miêu tả khoa học năm 1789.